# Donnie Hamzik
Donnie Hamzik (ur. 18 października 1956 w Binghamton) – perkusista zespołu Manowar. Na początku działalności zespołu Donnie nagrał z Manowar tylko jedną płytę – Battle Hymns, po czym odszedł i zostawił miejsce dla Scotta Columbusa.
W 2010 roku oficjalnie powrócił do Manowar, zastępując odchodzącego Scotta Columbusa. Nagrał z Manowar nowy album Thunder In The Sky 2009.